# Eugen Göggel
Eugen Göggel (* 4. Januar 1909; † im 20. Jahrhundert) war ein deutscher Turner.
Göggel turnte seit seinem 11. Lebensjahr. Von 1929 bis 1936 lebte er in der Schweiz.
Göggel war Mitglied der Deutschlandriege und turnte fünfmal für die deutsche Turnnationalmannschaft. Beim Deutschen Turnfest 1933 in Stuttgart nahm er als Mitglied der Turn- und Sportverein Ebingen 1861 e. V. teil.
Im Jahr 1943 – zu dieser war er Meister der Stuttgarter Feuerschutzpolizei – gewann er in Passau die deutsche Meisterschaft im Gerätturnen (Mehrkampf).
In den 1950er Jahren wirkte er für die SpVgg Feuerbach.
Er ist der Urgroßvater des Ski-Weltmeisters Luca Aerni.